# Мак-Клинток, Барбара
Ба́рбара Мак-Кли́нток (англ. Barbara McClintock; 16 июня 1902, Хартфорд, Коннектикут — 2 сентября 1992, Хантингтон, Нью-Йорк) — американская учёная-цитогенетик, лауреат Нобелевской премии по физиологии и медицине. На протяжении своей карьеры Мак-Клинток занималась главным образом исследованием цитогенетики кукурузы.
Барбара Мак-Клинток разработала метод визуализации хромосом клеток кукурузы и, применив микроскопический анализ, сделала множество фундаментальных открытий в цитогенетике, в их числе рекомбинация наследственной информации в результате кроссинговера («перекреста» и обмена участками хромосом) во время мейоза. Она составила первую генетическую карту кукурузы, описав физические свойства участков хромосом, показала роль теломер и центромер (участков хромосом, задействованных в сохранении генетической информации), провела обширные исследования по цитогенетике и этноботанике южноамериканских видов кукурузы, разработала теорию, объясняющую репрессию и экспрессию генетической информации при передаче от одного поколения к другому на примере кукурузы. В 1951 году Мак-Клинток открыла транспозоны. Её работы получили признание в 1960—1970-е годы, когда был изучен механизм регуляции генов, открытой Мак-Клинток в 1940-е годы. В 1983 году Мак-Клинток была удостоена Нобелевской премии по физиологии и медицине с формулировкой «За открытие мобильных генетических элементов».

## Детство и юность
Барбара Мак-Клинток (при рождении ей было дано имя Элеонора, но его сменили в четырёхмесячном возрасте, поскольку родители посчитали, что имя Барбара больше подходит ребёнку по характеру) родилась в Хартфорде (штат Коннектикут, США) в семье врача Томаса Генри Мак-Клинтока (возможно, потомка переселенцев из клана Мак-Клинток, приехавших в Филадельфию в 1840-60е годы) и Сары Хенди Мак-Клинток. Кроме неё в семье были ещё две старшие сестры и брат, родившийся через два года после неё. Барбара с юных лет предпочитала уединение, у неё был независимый характер. Много позже, в 1983 году, она писала:

<…> я искренне наслаждалась тем, что мне не приходилось отстаивать свои взгляды. Я могла просто работать с большим удовольствием. У меня никогда не было ни нужды, ни желания защищать свою точку зрения. Если выходило так, что я была неправа, я всего-навсего забывала о том, что когда-то имела такую точку зрения. Это не имело значения.
Оригинальный текст (англ.)<...> I truly enjoyed not being required to defend my interpretations. I could just work with the greatest of pleasure. I never felt the need nor the desire to defend my views. If I turned out to be wrong, I just forgot that I ever held such a view. It didn't matter.

У Барбары были тёплые отношения с отцом, а с матерью — трудные в силу проблем с психикой у последней.
Примерно с трёх лет и до того, как пойти в школу, Мак-Клинток жила с тётей и дядей в Массачусетсе, чтобы облегчить финансовое положение своих родителей, пока её отец нарабатывал медицинскую практику. В этом возрасте Барбара на всю жизнь полюбила природу. В 1908 году Мак-Клинтоки переехали в район Бруклина Флэтбуш, где отец Барбары был зачислен в штат компании «Standard Oil». Барбара вновь стала жить с семьёй и поступила в бруклинскую среднюю школу Эрасмус Холл, которую окончила в 1918 году. В школе она изучала естественные науки и намеревалась поступить в Корнеллский университет, чтобы там продолжить обучение. Однако её мать противилась идее получения высшего образования дочерьми, полагая, что это уменьшит их шансы выйти замуж. Ко всему прочему у семьи продолжались финансовые затруднения, к тому же Томас Мак-Клинток был на войне в качестве хирурга. Барбаре пришлось некоторое время работать в агентстве по трудоустройству и ходить в библиотеку для самостоятельного обучения. На получении Барбарой высшего образования настоял вернувшийся из Европы отец, и она благополучно поступила в Корнелл в 1919 году.

## Обучение и исследовательская работа в Корнеллском университете
Мак-Клинток начала обучение в Корнеллском сельскохозяйственном колледже в 1919 году. Во время учёбы на первом и втором курсах она вела обычную студенческую жизнь, в том числе ходила на свидания и играла на теноровом банджо в джаз-банде. Мак-Клинток была избрана президентом первого курса и была приглашена в женский клуб. Однако узнав, что в женский клуб не принимают евреев, она отказалась от вступления. В колледже она изучала ботанику и в 1923 году получила степень бакалавра. Интерес к генетике у неё появился в 1921 году, когда она прослушала первые курсы по этой теме. Курсы преподавались селекционером растений и генетиком К. Б. Хатчинсоном и были схожи с теми, которые читались в Гарвардском университете.
Хатчинсон был впечатлён любовью Мак-Клинток к учёбе и в 1922 году позвонил ей, пригласив на последипломный курс генетики. Позже Мак-Клинток называла звонок Хатчинсона причиной того, что она продолжила изучать генетику:

Очевидно, этот телефонный звонок предрешил моё будущее. После него я осталась в генетике.
Оригинальный текст (англ.)Obviously, this telephone call cast the die for my future. I remained with genetics thereafter.

Поскольку в то время женщинам нельзя было специализироваться по генетике в Корнеллском университете, её магистерская (1925) и докторская (1927) степени были официально присуждены по ботанике.

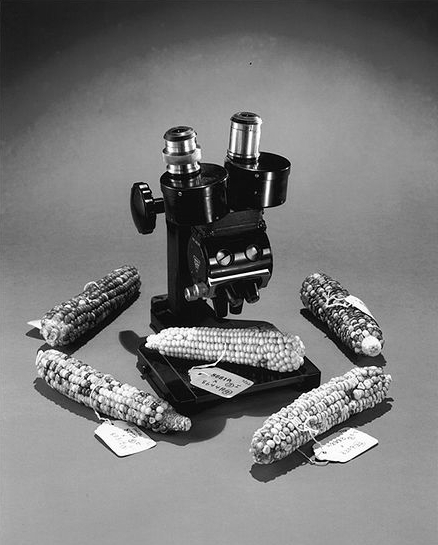
Стереомикроскоп Мак-Клинток и кукурузные початки на выставке в Национальном музее естествознания

Во время работы над дипломом и прохождения аспирантской практики в качестве преподавателя ботаники Мак-Клинток способствовала созданию группы по изучению цитогенетики кукурузы. В этой группе собрались генетики и цитологи, в их числе Чарльз Бернхэм, Маркус Роудс (открывший цитоплазматическую мужскую стерильность у кукурузы и получивший медаль Томаса Ханта Моргана за заслуги в развитии генетики), Джордж Бидл (получивший в 1958 году Нобелевскую премию за открытие регулирования метаболизма на генном уровне) и Харриет Крейтон.
Заведующий кафедрой селекции растений Роллинс Эмерсон хотя и не был цитологом, поддерживал работу группы.
Исследования Мак-Клинток были направлены на улучшение способов визуализации и характеризации хромосом клеток кукурузы. Она разработала метод карминового окрашивания, позволяющий визуализировать хромосомы, и впервые описала морфологию десяти хромосом клеток кукурузы. Изучение строения хромосом позволило Мак-Клинток проследить сцепленное наследование группы признаков в рамках отдельной хромосомы. Маркус Роудс отмечал, что статья Мак-Клинток о триплоидных наборах хромосом в клетках кукурузы вызвала интерес цитогенетиков и в конечном счёте привела к десяти из семнадцати значительных открытий, сделанных в этом разделе науки учёными Корнеллского университета в период с 1929 по 1935 годы.
В 1930 году Мак-Клинток впервые описала перекрёстный обмен участками гомологичных хромосом при взаимодействии во время мейоза (кроссинговер). В 1931 году Мак-Клинток в сотрудничестве с аспиранткой Харриетой Крейтон доказала связь между мейотическим кроссинговером и рекомбинацией признаков при наследовании.
Эти исследования показали физическую основу генетических экспериментов по сцеплению генов и подтвердили гипотезу о том, что рекомбинация может происходить во время мейоза. В том же году Мак-Клинток впервые опубликовала генетическую карту кукурузы, показав последовательность из трёх генов в девятой хромосоме. Проведённые работы позволили Мак-Клинток и Крейтон исследовать физическую основу явления кроссинговера. В 1938 и 1941 году Мак-Клинток провела цитогенетический анализ центромер и теломер, описав их структуру и функцию.
Благодаря своим выдающимся исследованиям и поддержке коллег Мак-Клинток получила несколько постдокторских грантов от Национального исследовательского совета США (англ. United States National Research Council). Эти средства позволили ей продолжить исследования в области генетики в университете Корнелла, университете Миссури и Калифорнийском технологическом институте.
В летние периоды 1931 и 1932 годов Мак-Клинток работала в университете Миссури совместно с генетиком Льюисом Стэдлером, который ознакомил её с методом применения рентгеновских лучей в качестве мутагена (облучение образца рентгеновским излучением увеличивает частоту мутаций). В ходе работы над получением мутаций у кукурузы она обнаружила кольцевые хромосомы, которые образовывались путём соединения разрывов хромосом, вызванных радиационным воздействием. Мак-Клинток выдвинула гипотезу о том, что на концах хромосом должны иметься структурные образования, которые в нормальных условиях обеспечивают стабильность хромосомы. Она показала, что аномальное поведение кольцевых хромосом при митозе вызывает пёстролистность листьев у кукурузы. В те же годы она выявила наличие «ядрышковых организаторов» в 6-й хромосоме кукурузы. Согласно современным представлениям этот участок содержит повторы генов рибосомных РНК и отвечает за образование ядрышка, где происходит транскрипция и созревание рибосомных РНК.
Мак-Клинток получила грант от Мемориального фонда Джона Саймона Гуггенхайма (англ. John Simon Guggenheim Memorial Foundation), что позволило ей пройти шестимесячное обучение в Германии в 1933—1934 годы. Она планировала работать во Фрайбургском университете и институте кайзера Вильгельма в Берлине совместно с Куртом Штерном, открывшим кроссинговер у дрозофил спустя лишь несколько недель после исследований Мак-Клинток и Крейтон. Тем временем, Штерн эмигрировал в США, поэтому Мак-Клинток работала в Германии с Рихардом Гольдшмидтом. Барбара вскоре покинула Европу, где нарастала политическая напряжённость, и вернулась в Корнеллский университет, где проработала до 1936 года. В этом году Льюис Стэдлер предложил ей должность ассистента профессора на кафедре ботаники в университете Миссури.

## Университет Миссури
В университете Миссури Мак-Клинток углубилась в исследование воздействия рентгеновского излучения на хромосомы
кукурузы. Она наблюдала разрывы и последующие слияния хромосом в облучённых клетках. Такой же эффект она наблюдала в некоторых других растениях: в клетках эндосперма происходил спонтанный разрыв хромосом.
Она обнаружила, что после облучения образовавшиеся разрывы хромосом могли неправильно соединиться, приводя к слиянию хроматид разных хромосом. В анафазе митоза такие соединённые хромосомы формировали хроматидную перемычку, которая разрывалась во время движения центромер к полюсам клетки. Вновь образовавшиеся разрывы хромосом после репликации снова неправильно соединялись в интерфазе следующего клеточного цикла, таким образом порочный круг повторялся, вызывая массовые мутации. Цикл из разрыва, слияния и создания перемычки, так называемый цикл «breakage-fusion-bridge», явился ключевым открытием цитогенетики по нескольким причинам: во-первых, было показано, что воссоединение хромосом носило не случайный характер, и во-вторых, была выявлена причина обширных мутаций. По этой причине цикл остаётся объектом исследований в области онкологии и по сей день.
Несмотря на достижения в университете Миссури, Мак-Клинток была недовольна условиями работы. Её не допускали до участия в факультетских заседаниях и скрывали информацию о наличии должностей в других научных учреждениях. В 1940 году она писала Чарльзу Бёрнхэму: «Я решила, что должна искать другую работу. Насколько я понимаю, здесь мне больше нечего делать. Я ассистент профессора, получающий $3000, и полагаю, что для меня это предел».
Мак-Клинток полагала, что не сможет сделать академическую карьеру в университете Миссури, хотя она знала о том, что ей будет предложено повышение весной 1942 года.
В начале 1941 года Барбара была приглашена заведующим кафедрой генетики на работу летом в лаборатории в Колд-Спринг-Харбор. Она взяла отпуск в университете Миссури, надеясь найти другую должность. Также она приняла приглашение в профессуру в Колумбийском университете, где работал её бывший коллега по Корнеллскому университету Маркус Роудс. Он предложил ей участвовать в его исследованиях в Колд-Спринг-Харбор на Лонг-Айленде. В декабре 1941 года Милиславом Демерецем, недавно назначенным исполняющим обязанности директора, ей была предложена должность исследователя, и она была зачислена в штат на кафедру генетики в Институт Карнеги.

## Колд Спринг Харбор
После года работы на временной должности Мак-Клинток перешла на полную ставку в лабораторию Колд-Спринг-Харбор. Здесь она продолжила заниматься циклом «breakage-fusion-bridge», используя его в качестве замены рентгеновских лучей для составления генетической карты. В 1944 году в знак признания её заслуг в области генетики Мак-Клинток была избрана членом Национальной академии наук, став третьей женщиной, удостоившейся этого звания. В 1945 году она стала первой женщиной-президентом Генетического общества США. В 1944 году она провела цитогенетический анализ Neurospora crassa по предложению Дж. Бидла, использовавшего этот гриб для доказательства теории «один ген — один фермент». Для проведения исследований Бидл пригласил её в Стэнфордский университет. Там Мак-Клинток описала кариотип N. crassa, а также его полный жизненный цикл. Впоследствии гриб N. crassa стал классическим генетическим объектом.

### Открытие контролирующих элементов

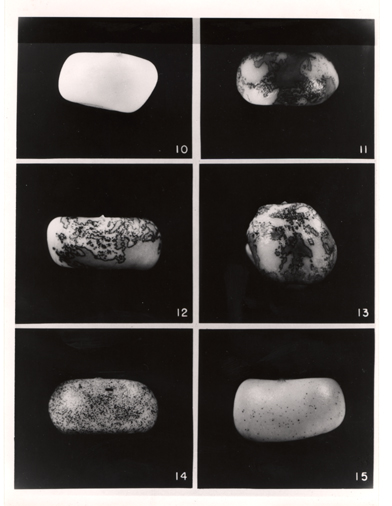
Влияние пропорции Ac/Ds на окраску зёрен. Зерно 10 бесцветно: в нём отсутствуют элементы Ac, и элементы Ds полностью ингибируют синтез пигментов антоцианов. В клетках зёрен с 11 по 13 присутствует по одному типу Ac, Ds могут перемещаться, что позволяет синтезировать некоторое количество антоцианов и приводит к мозаицизму зёрен. В клетках зёрен 14 и 15 присутствует по два и по три Ac соответственно

Летом 1944 года в лаборатории Колд Спринг Харбор Мак-Клинток начала проведение систематических исследований мозаицизма семян кукурузы и механизмов его изменчивого наследования. В одной из линий кукурузы в мейозе она наблюдала регулярные разрывы и воссоединения хромосом в области короткого плеча 9-й хромосомы. На дистальном конце этой хромосомы был расположен узелок гетерохроматина, недалеко от него по направлению к центромере локализовались рецессивные мутации генов. Мак-Клинток выделила два новых доминантных взаимодействующих локуса: Диссоциатор (англ. Dissociator, Ds) и Активатор (англ. Activator, Ac). Она обнаружила, что диссоциатор не только вызывает разрыв хромосом и вызывает нестабильные мутации, но в присутствии активатора по-разному воздействует на соседние гены. В начале 1948 года она сделала интересное открытие — как с диссоциатором, так и активатором может происходить транспозиция, то есть они способны менять своё положение на хромосоме.
Эффект транспозиции Ac и Ds выражался в изменении окраски зёрен кукурузы относительно образцов из поколений от контрольного скрещивания. Мак-Клинток описала взаимосвязь между локусами, использовав микроскопический анализ. Она сделала вывод о том, что Ac контролирует транспозицию Ds в 9-й хромосоме, и перемещение Ds сопровождается разрывом хромосомы. Во время своего движения Ds перестаёт подавлять ген цвета алейронового слоя, последний переходит в активную форму, что вызывает синтез пигмента в клетках. Поскольку транспозиция Ds в разных клетках происходит по-разному, это приводит к мозаицизму. Размер пигментировавших областей на зёрнах зависит от степени развития зерна на момент диссоциации.
В 1948-1950 годах Мак-Клинток разрабатывала теорию, согласно которой мобильные элементы влияют на гены, селективно ингибируя и регулируя их активность. Она охарактеризовала диссоциатор и активатор как «контролирующие единицы», а позже как «контролирующие элементы», чтобы подчеркнуть их свойство влиять на работу соседних генов. Она предположила, что генная регуляция может объяснить, почему в сложных многоклеточных организмах образуются различные клетки и ткани, несмотря на то, что все клетки обладают идентичным геномом. Открытие Мак-Клинток поставило под сомнение представление о геноме как о статичном наборе правил, передающихся из поколения в поколение. В 1950 году она опубликовала свою работу об активаторах и диссоциаторах.
Работы Мак-Клинток по исследованию контролирующих элементов и генной регуляции в силу их сложности не сразу были осмыслены и приняты современниками. Научные изыскания воспринимались, по её словам, как «загадочные, даже враждебные». Летом 1951 года Мак-Клинток доложила об исследовании изменчивости генов на ежегодном симпозиуме в Колд Спринг Харбор. Её работа была встречена «каменным молчанием». Несмотря на это, Мак-Клинток продолжила проведение исследований контролирующих элементов. В 1953 году она опубликовала статью, где представила полученные статистические данные, и в 1950-х годах провела лекционный тур в нескольких университетах, посвящённый её работе. Она продолжила исследования в этой области и обнаружила новый элемент Супрессор-мутатор (англ. Suppressor-mutator, Spm), охарактеризованный как транспозон и обладающий сложными свойствами, так же как и комплекс Ac/Ds (система «ассоциация — диссоциация»). Основываясь на отношении научного сообщества к её работам и чувствуя опасность отчуждения от научного мейнстрима, с 1953 года Мак-Клинток перестала публиковать отчёты об исследованиях контролирующих элементов.

### Исследование южноамериканских видов кукурузы
В 1957 году Мак-Клинток получила субсидии от Национального научного фонда и Фонда Рокфеллера на исследования кукурузы в Южной Америке, где велико разнообразие видов кукурузы. Она была заинтересована в изучении эволюции кукурузы, а в Южной Америке для этого у неё было бы больше возможностей. Мак-Клинток изучала хромосомные, морфологические и эволюционные признаки различных видов кукурузы. В 1962 году она возглавила группу из четырёх учёных, работавших над исследованием южноамериканских видов кукурузы в Университет Северной Каролины в Роли. Двое из них, Альмиро Блюменшайн и Энджел Като, также стипендиаты фонда Рокфеллера, продолжили исследования в этом направлении и в 1970-х годах. В 1981 году совместно с Мак-Клинток они опубликовали статью о хромосомном наборе видов кукурузы, которая считается поворотной в исследовании кукурузы и внёсшей значительный вклад в исследования эволюционной ботаники, этноботаники и палеоботаники.

### Повторное открытие контролирующих элементов
Мак-Клинток оставила должность в институте Карнеги в 1967 году и была избрана почётным членом института. Это звание позволило ей в качестве эмерита продолжить сотрудничество с аспирантами и сотрудниками лаборатории Колд Спринг Харбор. Ссылаясь на обещание не публиковать развёрнутые отчёты по исследованию контролирующих элементов, в 1973 году она писала:

 Спустя годы я обнаружила, что сложно, если не невозможно, донести до сознания другого человека сущность его предположений, в то время как я пришла к ним опытным путём. Это стало мне мучительно очевидно в 1950-х годах, когда я пыталась убедить генетиков в том, что работа генов может и должна контролироваться. Сейчас так же тяжело осознавать предубеждённость многих насчёт природы контролирующих элементов кукурузы и их работы. Приходится выжидать, пока сменится общее представление.
Оригинальный текст (англ.) Over the years I have found that it is difficult if not impossible to bring to consciousness of another person the nature of his tacit assumptions when, by some special experiences, I have been made aware of them. This became painfully evident to me in my attempts during the 1950s to convince geneticists that the action of genes had to be and was controlled. It is now equally painful to recognize the fixity of assumptions that many persons hold on the nature of controlling elements in maize and the manners of their operation. One must await the right time for conceptual change.

Значимость открытий Мак-Клинток обнаружилась в 1960-х годах, когда французские генетики Франсуа Жакоб и Жак Моно описали генную регуляцию lac оперона. После опубликования в 1961 году Жакобом и Моно статьи «Генетические регуляторные механизмы синтеза белков» (англ. «Genetic regulatory mechanisms in the synthesis of proteins») в журнале Journal of Molecular Biology Мак-Клинток опубликовала статью в журнале The American Naturalist, в которой она провела сравнение между генной регуляцией для lac оперона и кукурузы..
Мак-Клинток получила широкое признание за открытие транспозиции в конце 1960-х — начале 1970 годов после открытия этого процесса в бактериях и дрожжах. В этот период в молекулярной биологии появились новые методы, позволившие исследовать транспозицию на молекулярном уровне. В 1970-х годах Ac and Ds были клонированы, и было показано, что они относятся к транспозонам 2 типа. Ac синтезирует фермент транспозазу, необходимый для перемещения контролирующих элементов. Ds имеет мутацию в гене транспозазы, которая не позволяет ему перемещаться без стороннего источника транспозазы. Таким образом, Ds не может перемещаться в отсутствие Ac. Последующие исследования показали, что транспозоны обычно не перемещаются до тех пор, пока клетка не попадёт под воздействие радиации или не претерпит цикл «breakage-fusion-bridge», таким образом активация контролирующих элементов служит причиной генетической изменчивости. Мак-Клинток поняла эту роль транспозонов задолго до других. В наши дни комплекс Ac/Ds используется для вызывания мутаций и исследования функций различных генов.

## Награды, признание и общественный резонанс

Барбара Мак-Клинток с биологом Джорджем Редеем. Фотография 1978 года

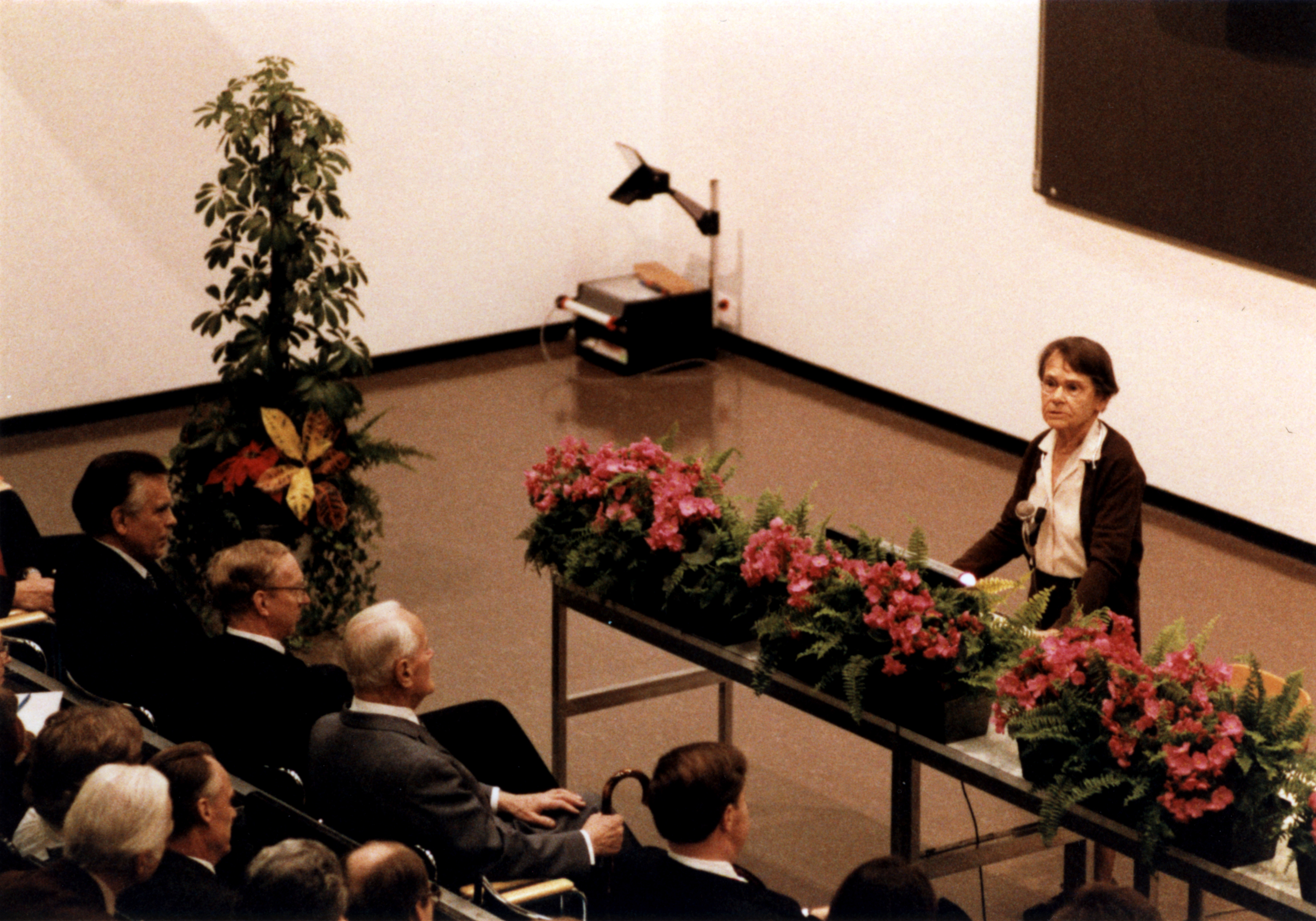
Барбара Мак-Клинток читает Нобелевскую лекцию (8 декабря 1983 года)

В 1971 году Мак-Клинток получила из рук президента США Ричарда Никсона национальную научную медаль. В 1973 году в её честь был назван один из корпусов лаборатории в Колд Спринг Харбор. В 1981 году она стала первым обладателем стипендии фонда Мак-Артуров размером $60 000 ежегодно на срок пять лет, получила премию Альберта Ласкера, премию Вольфа по медицине и медаль Томаса Ханта Моргана (совместно с Маркусом Роудсом). В 1982 году Мак-Клинток получила премию Колумбийского университета с формулировкой «за исследование изменений генетической информации и контролирования её экспрессии».
Венцом карьеры Барбары Мак-Клинток стала Нобелевская премия по физиологии и медицине, присуждённая ей 10 октября 1983 года с формулировкой «За открытие мобильных генетических элементов» за открытие, сделанное ей более тридцати лет назад. О получении премии она узнала из радиопередачи. Мак-Клинток стала третьей женщиной, ставшей одиночным лауреатом Нобелевской премии и первой женщиной-одиночным лауреатом премии в категории «по физиологии и медицине».
В общей сложности Мак-Клинток была удостоена 14 почётных докторских степеней и степени L.H.D.. В 1986 году она была включена в Национальную женскую галерею славы (англ. National Women's Hall of Fame). В честь неё была утверждена премия размером в две тысячи долларов, присуждаемая студентам, обучающимся по одной из шести специальностей: растениеводство, ботаника, селекция растений, фитопатология, агрономия и почвоведение. В последние годы Мак-Клинток вела активную общественную жизнь, особенно после издания в 1983 году книги Э. Ф. Келлер «Чувство организма» (англ. A feeling for the organism), открывшей миру историю жизни Мак-Клинток. Она оставалась в штате лаборатории Колд Спринг Харбор и давала лекции молодым учёным о подвижных генетических элементах и об истории генетических исследований. В 1987 году вышел сборник 43 её публикаций.
2 сентября 1992 года в возрасте 90 лет Барбара Мак-Клинток скончалась в госпитале Хантингтона. По заявлению сотрудницы лаборатории Колд Спринг Харбор Лайзы Джентри смерть наступила от естественных причин. Мак-Клинток никогда не была замужем и не имела детей.
Американский историк науки Натаниэль Комфорт посвятил биографии Мак-Клинток книгу «Заросшее поле: Барбара Мак-Клинток в поисках принципов генетического контроля» (англ. «The tangled field: Barbara McClintock's search for the patterns of genetic control»). В книге Комфорт оспаривает некоторые факты, которые были изложены в более ранней биографии, изданной Эвелиной Келлер. В частности, Келлер заявляет о том, что Мак-Клинток долгое время игнорировалась как учёный, поскольку она была женщиной, тогда как Комфорт указывает на то, что Мак-Клинток уважали как учёного уже в ранние годы её карьеры. Хотя Комфорт и оспаривает факт дискриминации Мак-Клинток как учёного, о ней много писали в рамках исследований «женской проблематики», например, последние биографические работы о женщинах-учёных ссылаются на её жизненный опыт. Мак-Клинток послужила образцом для подражания для девочек во многих книгах американской подростковой литературы.
|                                                                                  |  |
| Почтовые марки Швеции (слева) и США (справа) с изображением Барбары Мак-Клинток. |  |

4 мая 2005 года Почтовая служба США выпустила серию «Американские учёные» (англ. «American Scientists») в виде набора из четырёх 37-центовых самоклеящихся марок. На них были представлены учёные: Джон фон Нейман, Джозайя Гиббс, Ричард Фейнман и Барбара Мак-Клинток. Мак-Клинток представлена также в серии, выпущенной в 1989 году в Швеции и посвящённой работам восьми генетиков-лауреатов Нобелевской премии.
Лабораторный корпус в Колд Спринг Харбор до сих пор носит её имя.
В честь Мак-Клинток был назван технопарк на территории Адлерсхофа (административного района Берлина).

### Мак-Клинток и ревизионизм в истории биологии
Непростая судьба открытий Мак-Клинток и нескорое признание их в сообществе генетиков породили миф о том, что Мак-Клинток открытием транспозонов якобы подтвердила положения Лысенко, согласно которым наследственность определяется всей клеткой в целом, а ядра клеток и тем более хромосомы не являются значимым «органом наследственности». Такого рода мнения ошибочны, поскольку, по общепринятым в настоящее время научным представлениям, работы Мак-Клинток представляют собой подтверждение хромосомной теории наследственности.

## Основные публикации
- «A cytological and genetical study of triploid maize». (1929)
- «A Correlation of Cytological and Genetical Crossing-Over in Zea Mays». (1931)
- «The order of the genes C, Sh, and Wx in Zea Mays with reference to a cytologically known point in the chromosome». (1931)
- «The stability of broken ends of chromosomes in Zea Mays». (1941)
- «Neurospora: preliminary observations of the chromosomes of Neurospora crassa». (1945)
- «The origin and behavior of mutable loci in maize». (1950)
- «Induction of instability at selected loci in maize». (1953)
- «Some parallels between gene control systems in maize and in bacteria». (1961)
- «Chromosome constitution of races of maize. Its significance in the interpretation of relationships between races and varieties in the Americas». (1981)